# نيل إيرفين بينتر
نيل إيرفين بينتر (بالإنجليزية: Nell Irvin Painter)‏ هي أستاذة جامعية ومؤلفة وكاتِبة ومؤرخة أمريكية، ولدت في 2 أغسطس 1942 في هيوستن في الولايات المتحدة.

## وصلات خارجية
- الموقع الرسمي
- نيل إيرفين بينتر على موقع إن إن دي بي (الإنجليزية)